# Koryto (Zbytiny)
Koryto (německy Hundsnursch, do roku 1950 Psí Koryto) je malá vesnice, část obce Zbytiny v okrese Prachatice v Jihočeském kraji. Nachází se asi 3,5 kilometru východně od Zbytin. Koryto je také název katastrálního území o rozloze 6,83 km². Území je součástí evropsky významné lokality Šumava a ptačí oblasti Boletice.

## Historie
První písemná zmínka o vesnici pochází z roku 1393.

## Obyvatelstvo
| Rok            | 1869 | 1880 | 1890 | 1900 | 1910 | 1921 | 1930 | 1950 | 1961 | 1970 | 1980 | 1991 | 2001 | 2011 | 2021 |
| -------------- | ---- | ---- | ---- | ---- | ---- | ---- | ---- | ---- | ---- | ---- | ---- | ---- | ---- | ---- | ---- |
| Počet obyvatel | 263  | 297  | 290  | 258  | 247  | 248  | 249  | 138  | 99   | 72   | 35   | 12   | 13   | 17   | 41   |
| Počet domů     | 39   | 42   | 43   | 44   | 40   | 40   | 61   | 49   | 49   | 13   | 10   | 23   | 25   | 26   | 30   |

Poznámka: V roce 1921 byli všichni obyvatelé německé národnosti.

## Obecní správa
Při sčítání lidu v letech 1850–1879 Koryto bylo osadou obce Sviňovice v okrese Prachatice. V letech 1880–1959 bylo osadou obce Skříněřov v okrese Prachatice. Od roku 1960 je částí obce Zbytiny v okrese Prachatice.